# Stefan Lano
Stefan Lano (* 14. März 1952 in Worcester) ist ein US-amerikanischer Komponist, Korrepetitor und Dirigent. Er lebt seit 1995 in Basel und ist seit 2010 Schweizer Staatsbürger.

## Leben und Wirken
Nach seiner Schulzeit an der Worcester Academy begann Lano ab 1970 seine musikalische Ausbildung zunächst als Pianist und spezialisierte sich später als Komponist und Dirigent. Nach der Uraufführung seiner 1. Sinfonie beim Newport Music Festival im Jahr 1975 schloss er seine Studien in Komposition am Oberlin College ab und erlangte anschließend mittels eines Vollstipendiums den Ph.D. in Komposition und Musiktheorie an der Harvard University. Mit Unterstützung eines Stipendiums durch den Deutschen Akademischen Austauschdienst vertiefte Lano im Jahr 1977 sein Wissen im Fach Komposition bei Yun I-sang in Berlin, im Rahmen dessen seine 2. Sinfonie (Grodek) entstand. Im Anschluss daran verpflichtete ihn das Opernhaus Graz als Korrepetitor.
Im Jahr 1982 berief ihn Lorin Maazel, der neue Direktor der Wiener Staatsoper, ebenfalls als Korrepetitor in sein Leitungsteam. Nach Lorin Maazels Wechsel 1988 nach Pittsburgh folgte ihm Lano und wurde dort zum stellvertretenden Dirigenten am Pittsburgh Symphony Orchestra und zugleich zum Ersten Dirigenten des „Pittsburgh Youth Symphony Orchestra“ ernannt. 1991 kehrte Lano nach Europa zurück und übernahm zeitlich begrenzte Verpflichtungen oder Gastauftritte an verschiedenen Opernhäusern und Theatern mit renommierten Orchestern, darunter an der Hamburgischen Staatsoper und am Litauischen Nationaltheater in Vilnius. Von 1992 bis 1993 war er während der Vakanzzeit des dortigen Generalmusikdirektors als Kapellmeister und kommissarischer Musikdirektor (musikalischer Oberleiter) am Theater Aachen tätig. Weitere Stationen waren danach in Graz, Basel, München und Nürnberg. Zudem übernahm Lano zwischen 1993 und 1999 mehrere Gastauftritte in Argentinien, wo er unter anderem am Teatro Colón und am Teatro Argentino und mit dem Buenos Aires Philharmonic Orchestra auftrat und im Jahr 1999 von der Gesellschaft argentinischer Musikkritiker zum besten ausländischen Dirigenten gekürt wurde.
Bereits ab 1997 verlegte Lano seinen Hauptwirkungsbereich auf den nordamerikanischen Kontinent, wo er unter anderem an der Metropolitan Opera, der San Francisco Opera, der Houston Grand Opera, der Cincinnati Opera und mit dem Orchestre symphonique de Montréal gastierte. Zwischenzeitlich führten ihn immer wieder Einladungen sowohl an seine alten argentinischen und europäischen Wirkungsstätten zurück als auch nach Singapur. In dieser Zeit erfolgte im Jahr 2004 die Uraufführung seiner dritten Sinfonie (Sinfonia Eikasia) mit dem Litauischen Nationalen Symphonieorchester. Darüber hinaus übernahm Lano von 2005 bis 2008 die Aufgabe des Chefdirigenten am Teatro Colón und von 2012 bis 2015 das Amt des Musikdirektors der National Symphony Uruguay. Ab der Spielzeit 2017/20 wurde er 1. Kapellmeister des Deutschen Nationaltheaters (DNT) und der Staatskapelle Weimar verpflichtet.

## Preise
- 1975: Der BMI Student Composer Award in Komposition für die Sinfonie No. 1[2]
- Erster Preis der National Society of Arts and Letters für das Konzert für Klavier und Blasorchester
- 1999: Bester ausländischer Dirigent der Gesellschaft argentinischer Musikkritiker